# Sophie Joissains
Pour les articles homonymes, voir Joissains.
Sophie Joissains, née le 25 octobre 1969 à Aix-en-Provence, est une juriste et femme politique française.
Membre de l'UMP et du Parti radical puis de l’UDI, elle est sénatrice des Bouches-du-Rhône de 2008 à 2020 et maire d'Aix-en-Provence depuis 2021.

## Situation personnelle
Elle est la fille d’Alain Joissains, maire d’Aix-en-Provence de 1978 à 1983, et de Maryse Joissains-Masini, elle aussi maire d'Aix-en-Provence de 2001 à 2021 et députée (UMP) des Bouches-du-Rhône de 2002 à 2012.
Juriste criminologue, Sophie Joissains fait ses études à la faculté de droit de l'université d'Aix-Marseille. Elle travaille dans une société de production cinématographique à la sortie de ses études, avant de rejoindre ses parents et travailler à leur service notamment en tant que directrice de cabinet de la communauté d'Aix.
Sophie Joissains est mère d'une fille.

## Parcours politique

### Débuts
Conseillère juridique au cabinet de sa mère, présidente de la communauté d'agglomération du Pays d'Aix de 2001 à 2008, Sophie Joissains devient en 2008 adjointe au maire d'Aix-en-Provence, chargée de la Politique de la ville et de la Culture. Dans le même temps, elle est élue vice-présidente de la communauté du pays d'Aix.

### Sénatrice
Le 21 septembre 2008, elle est élue sénatrice des Bouches-du-Rhône, sur la liste de Jean-Claude Gaudin, sénateur-maire de Marseille et devient à 38 ans une des benjamines du Sénat. Elle est réélue 6 ans plus tard.
Comme sa mère, elle s'oppose à la création de la métropole d'Aix-Marseille-Provence. Elle réclame notamment l'organisation d'un référendum pour que le pays d'Aix puisse sortir de la métropole.

### Conseillère régionale
Vice-présidente chargée de la culture et du patrimoine culturel de la région Provence-Alpes-Côte d’Azur, elle est élue présidente de l’Arcade (Agence des arts du spectacle de Provence-Alpes-Côte d’Azur) lors du conseil d’administration du 4 avril 2016. Elle est également présidente de la commission Culture et Langues régionales de l’Association des régions de France (ARF).

### Maire d'Aix-en-Provence
Elle démissionne de son mandat de sénatrice le 2 août 2020, peu après la réélection de sa mère à la mairie d’Aix-en-Provence, dont elle est devenue la deuxième adjointe,. Après la démission de sa mère, invoquant des raisons de santé, puis  rendue inéligible par décision de justice pour prise illégale d’intérêts et détournement de fonds publics, elle est élue maire le 24 septembre 2021. Les quinze conseillers d’opposition s’en « offusquent » et quittent la séance avant le début du scrutin, sans participer au vote. Elle obtient ainsi 38 voix sur les quarante que compte la majorité municipale.
Le 19 novembre 2021, elle annonce qu'elle démissionne de ses fonctions de deuxième vice-présidente de la métropole d'Aix-Marseille-Provence en raison d'un désaccord budgétaire avec la présidente Martine Vassal.
En octobre 2023, dans une interview donnée au journal La Provence, elle déclare qu'elle sera candidate aux élections municipales de 2026,.

## Décoration
- Médaille de la jeunesse, des sports et de l'engagement associatif, or (2025)[14]

## Détail des mandats et fonctions

### Au Sénat
- 1er octobre 2008 – 2 août 2020 : sénatrice des Bouches-du-Rhône.
- 4 octobre 2017 – 2 août 2020 : vice-présidente de la commission des Lois du Sénat.

### Au niveau local
- 21 mars 2008 – 22 septembre 2017 : adjointe au maire d'Aix-en-Provence.
- 18 décembre 2015 – 7 juillet 2016 : vice-présidente du conseil régional de Provence-Alpes-Côte d'Azur.
- 4 juillet 2020 – 24 septembre 2021 : adjointe au maire d'Aix-en-Provence.
- 9 juillet 2020 – 19 novembre 2021 : vice-présidente de la métropole d'Aix-Marseille-Provence.
- Depuis le 2 juillet 2021 : vice-présidente du conseil régional de Provence-Alpes-Côte d'Azur.
- Depuis le 24 septembre 2021 : maire d'Aix-en-Provence.